# Jaime Ogilvy
James Robert Bruce Ogilvy é um membro da família real britânica, filho de sir Angus Ogilvy e de sua mulher, a princesa Alexandra de Kent.
Em janeiro de 2025, ocupava a 59.ª posição na linha de sucessão ao trono britânico.

## Nascimento e família
Jaime nasceu na cidade de Richmond na Inglaterra, no dia 29 de fevereiro de 1964.
Por parte de mãe, ele está ligado por sangue a Casa de Windsor.

### Parentes famosos
Por sua ligação direta com a Casa de Windsor, ele é um neto do príncipe Jorge, Duque de Kent e da princesa Marina da Grécia e Dinamarca, sendo um bisneto do rei Jorge V do Reino Unido e da rainha Maria de Teck, bem como do príncipe Nicolau da Grécia e Dinamarca e da sua esposa, a nascida grã-duquesa Helena Vladimirovna da Rússia, filha do grão-duque Vladimir Alexandrovich da Rússia (seu trisavô) e neta do czar Alexandre II da Rússia (seu tetravô).
Ele é um primo do atual rei do Reino Unido, Carlos III, uma vez que os avôs maternos de ambos, o duque de Kent e o rei Jorge VI, eram irmãos. Além do mais, a duquesa de Kent, sua avó materna, era prima direita do duque de Edimburgo, pai de Carlos.

## Casamento
Em 30 de julho de 1988, ele se casou com Julia Rawlinson em uma cerimônia na "St. Mary The Virgin Church" da cidade de Saffron Walden em Essex na Inglaterra. Juntos o casal, tem dois filhos:
- Flora Alexandra Ogilvy, nascida em 1994
- Alexandre Carlos Ogilvy, nascido em 1996